# Gnaphalopoda ascia
Gnaphalopoda ascia är en skalbaggsart som beskrevs av Britton 1987. Gnaphalopoda ascia ingår i släktet Gnaphalopoda och familjen Melolonthidae. Inga underarter finns listade i Catalogue of Life.